# Општина Кампече (Кампече)
Кампече (шп. Campeche) општина је у Мексику у савезној држави Кампече. Општина се налази на надморској висини од 3 м.

## Становништво
Према подацима из 2010. у општини је живело 259005 становника.

### Хронологија
| Година       | 2000                     | 2005                     | 2010                     |
| ------------ | ------------------------ | ------------------------ | ------------------------ |
| Становништво | 216897 (105527 / 111370) | 238850 (115531 / 123319) | 259005 (125561 / 133444) |

### Попис
| \| \| м \| \| \| ж \| \| 0—2 \| 6.460 \| \| \| 6.000 \| \| 3—5 \| 6.612 \| \| \| 6.284 \| \| 6—11 \| 13.409 \| \| \| 13.333 \| \| 12—14 \| 6.900 \| \| \| 6.825 \| \| 15—17 \| 7.184 \| \| \| 7.287 \| \| 18—24 \| 16.770 \| \| \| 17.494 \| \| 60+ \| 11.035 \| \| \| 12.880 \| \| Просек : \| 30,0 \| \| \| 31,1 \| |        |  |  |        |
| |        |  |  |        |
| | м      |  |  | ж      |
| 0—2 | 6.460  |  |  | 6.000  |
| 3—5 | 6.612  |  |  | 6.284  |
| 6—11 | 13.409 |  |  | 13.333 |
| 12—14 | 6.900  |  |  | 6.825  |
| 15—17 | 7.184  |  |  | 7.287  |
| 18—24 | 16.770 |  |  | 17.494 |
| 60+ | 11.035 |  |  | 12.880 |
| Просек : | 30,0   |  |  | 31,1   |

| #   | Индикатор                                                                                        | Вредност |
| --- | ------------------------------------------------------------------------------------------------ | -------- |
| 1   | Становништво од 0 до 2 године                                                                    | 12460    |
| 2   | Мушко становништво од 0 до 2 године                                                              | 6460     |
| 3   | Женско становништво од 0 до 2 године                                                             | 6000     |
| 4   | Становништво са 3 и више година                                                                  | 245292   |
| 5   | Мушко становништво са 3 и више година                                                            | 118474   |
| 6   | Женско становништво са 3 и више година                                                           | 126818   |
| 7   | Становништво са 5 и више година                                                                  | 236702   |
| 8   | Мушко становништво са 5 и више година                                                            | 114050   |
| 9   | Женско становништво са 5 и више година                                                           | 122652   |
| 10  | Становништво са 12 и више година                                                                 | 205654   |
| 11  | Мушко становништво са 12 и више година                                                           | 98453    |
| 12  | Женско становништво са 12 и више година                                                          | 107201   |
| 13  | Становништво са 15 и више година                                                                 | 191929   |
| 14  | Мушко становништво са 15 и више година                                                           | 91553    |
| 15  | Женско становништво са 15 и више година                                                          | 100376   |
| 16  | Становништво са 18 и више година                                                                 | 177458   |
| 17  | Мушко становништво са 18 и више година                                                           | 84369    |
| 18  | Женско становништво са 18 и више година                                                          | 93089    |
| 19  | Становништво од 3 до 5 година                                                                    | 12896    |
| 20  | Мушко становништво од 3 до 5 година                                                              | 6612     |
| 21  | Женско становништво од 3 до 5 година                                                             | 6284     |
| 22  | Становништво од 6 до 11 година                                                                   | 26742    |
| 23  | Мушко становништво од 6 до 11 година                                                             | 13409    |
| 24  | Женско становништво од 6 до 11 година                                                            | 13333    |
| 25  | Становништво од 8 до 14 година                                                                   | 31760    |
| 26  | Мушко становништво од 8 до 14 година                                                             | 15974    |
| 27  | Женско становништво од 8 до 14 година                                                            | 15786    |
| 28  | Становништво од 12 до 14 година                                                                  | 13725    |
| 29  | Мушко становништво од 12 до 14 година                                                            | 6900     |
| 30  | Женско становништво од 12 до 14 година                                                           | 6825     |
| 31  | Становништво од 15 до 17 година                                                                  | 14471    |
| 32  | Мушко становништво од 15 до 17 година                                                            | 7184     |
| 33  | Женско становништво од 15 до 17 година                                                           | 7287     |
| 34  | Становништво од 18 до 24 године                                                                  | 34264    |
| 35  | Мушко становништво од 18 до 24 године                                                            | 16770    |
| 36  | Женско становништво од 18 до 24 године                                                           | 17494    |
| 37  | Женско становништво од 15 до 49 година                                                           | 75531    |
| 38  | Становништво са 60 и више година                                                                 | 23915    |
| 39  | Мушко становништво са 60 и више година                                                           | 11035    |
| 40  | Женско становништво са 60 и више година                                                          | 12880    |
| 41  | Однос између мушкараца и жена                                                                    | 94.09    |
| 42  | Становништво од нуле до 14 година                                                                | 65823    |
| 43  | Становништво од 15 до 64 године                                                                  | 175837   |
| 44  | Становништво од 65 година и више                                                                 | 16092    |
| 45  | Просечан број деце                                                                               | 2.01     |
| 46  | Становништво рођено у ентитету                                                                   | 216359   |
| 47  | Мушко становништво рођено у ентитету                                                             | 104696   |
| 48  | Женско становништво рођено у ентитету                                                            | 111663   |
| 49  | Становништво рођено у другом ентитету                                                            | 38824    |
| 50  | Мушко становништво рођено у другом ентитету                                                      | 18982    |
| 51  | Женско становништво рођено у другом ентитету                                                     | 19842    |
| 52  | Становништво од 5 година и више резидентно у ентитету у јуну 2005. године                        | 226398   |
| 53  | Мушко становништво старосног доба од 5 година и више, резидентно у ентитету у јуну 2005. године  | 108548   |
| 54  | Женско становништво старосног доба од 5 и више година, резидентно у ентитету у јуну 2005. године | 117850   |
| 55  | Становништво од 5 година и више које је живело у другом ентитету у јуну 2005. године             | 8535     |
| 56  | Мушко становништво старије од 5 година које је живело у другом ентитету у јуну 2005. године      | 4492     |
| 57  | Женско становништво старије од 5 година које је живело у другом ентитету у јуну 2005. године     | 4043     |
| 58  | Становништво од 3 године и више које говори аутохтони језик                                      | 12863    |
| 59  | Мушко становништво старо 3 године и више које говори аутохтони језик                             | 6554     |
| 60  | Женско становништво старо 3 године и више које говори аутохтони језик                            | 6309     |
| 61  | Становништво од 3 године и више које говори аутохтони језик и не говори шпански језик            | 67       |
| 62  | Мушко становништво старо 3 године и више које говори аутохтони језик и не говори шпански         | 28       |
| 63  | Женско становништво старо 3 године и више које говори аутохтони језик и не говори шпански језик  | 39       |
| 64  | Становништво старо 3 године и више које говори аутохтони језик и шпански                         | 12048    |
| 65  | Мушко становништво старо 3 године и више које говори аутохтони језик и шпански                   | 6157     |
| 66  | Женско становништво старо 3 године и више које говори аутохтони језик и шпански                  | 5891     |
| 67  | Становништво од 5 година и више које говори аутохтони језик                                      | 12837    |
| 68  | Становништво од 5 година и више које говори аутохтони језик и не говори шпански језик            | 65       |
| 69  | Становништво од 5 година и више које говори аутохтони језик и говори шпански језик               | 12029    |
| 70  | Становништво у домородачким домаћинствима                                                        | 32004    |
| 71  | Становништво са ограничењима у активностима                                                      | 12895    |
| 72  | Становништво са ограниченим ходањем или кретањем, горе или доле                                  | 7377     |
| 73  | Становници са ограничењима вида, чак и уз кориштење сочива                                       | 3871     |
| 74  | Становништво са ограничењима говора, комуникације или конверзације                               | 1167     |
| 75  | Становништво са ограниченим слухом                                                               | 1260     |
| 76  | Становништво са ограничењима при одевању, купању или јелу                                        | 820      |
| 77  | Становништво са ограничењима у опажању или учењу једноставних ствари                             | 697      |
| 78  | Становништво са менталним ограничењима                                                           | 1212     |
| 79  | Становништво без ограничења активности                                                           | 243875   |
| 80  | Становништво од 3 до 5 година које не похађа школу                                               | 4555     |
| 81  | Мушко становништво од 3 до 5 година које не похађа школу                                         | 2347     |
| 82  | Женско становништво од 3 до 5 година које не похађа школу                                        | 2208     |
| 83  | Становништво од 6 до 11 година које не похађа школу                                              | 492      |
| 84  | Мушко становништво од 6 до 11 година које не похађа школу                                        | 260      |
| 85  | Женско становништво од 6 до 11 година које не похађа школу                                       | 232      |
| 86  | Становништво од 12 до 14 година које не похађа школу                                             | 658      |
| 87  | Мушко становништво од 12 до 14 година које не похађа школу                                       | 341      |
| 88  | Женско становништво од 12 до 14 година које не похађа школу                                      | 317      |
| 89  | Становништво од 15 до 17 година похађа школу                                                     | 11289    |
| 90  | Мушко становништво од 15 до 17 година похађа школу                                               | 5486     |
| 91  | Женско становништво између 15 и 17 година живота у школи                                         | 5803     |
| 92  | Становништво од 18 до 24 године похађа школу                                                     | 14146    |
| 93  | Мушко становништво од 18 до 24 године похађа школу                                               | 7058     |
| 94  | Женско становништво од 18 до 24 године похађа школу                                              | 7088     |
| 95  | Становништво од 8 до 14 година које не може да чита и пише                                       | 804      |
| 96  | Мушко становништво старосног доба од 8 до 14 година које не може да чита и пише                  | 451      |
| 97  | Женско становништво старосног доби од 8 до 14 година које не може да чита и пише                 | 353      |
| 98  | Становништво од 15 година и више које је неписмено                                               | 9591     |
| 99  | Мушко становништво од 15 година и више које је неписмено                                         | 3648     |
| 100 | Женско становништво од 15 година и више које је неписмено                                        | 5943     |
| 101 | Становништво старо 15 и више година без школовања                                                | 10592    |
| 102 | Мушко становништво старо 15 и више година без школовања                                          | 4239     |
| 103 | Женско становништво старо 15 и више година без школовања                                         | 6353     |
| 104 | Становништво старосног доба 15 и више година са непотпуним основним образовањем                  | 19914    |
| 105 | Мушко становништво старосног доба од 15 година и више са непотпуном основним образовањем         | 8903     |
| 106 | Женско становништво старосног доба 15 и више година са непотпуном основним образовањем           | 11011    |
| 107 | Становништво старо 15 и више година са комплетним основним образовањем                           | 24046    |
| 108 | Мушко становништво старо 15 година и више са комплетним основним образовањем                     | 10715    |
| 109 | Женско становништво старо 15 и више година са комплетним основним образовањем                    | 13331    |
| 110 | Становништво старосног доба 15 и више година са непотпуним средњим образовањем                   | 9395     |
| 111 | Мушко становништво старосног доба од 15 година и више са непотпуним средњим образовањем          | 5108     |
| 112 | Женско становништво старосног доба од 15 година и више са непотпуним средњим образовањем         | 4287     |
| 113 | Становништво старо 15 и више година са пуним секундарном образовањем                             | 37386    |
| 114 | Мушко становништво старосног доба од 15 година и више са пуним секундарном образовањем           | 18396    |
| 115 | Женско становништво старосног доба од 15 година и више са пуним секундарном образовањем          | 18990    |
| 116 | Становништво старије од 18 година са постосновним образовањем                                    | 83971    |
| 117 | Мушко становништво старије од 18 година са постосновним образовањем                              | 41396    |
| 118 | Женско становништво старије од 18 година са постосновним образовањем                             | 42575    |
| 119 | Просечна оцена школовања                                                                         | 9.68     |
| 120 | Просечан ниво образовања мушке популације                                                        | 9.91     |
| 121 | Просечан ниво образовања женског становништва                                                    | 9.47     |
| 122 | Економски активно становништво                                                                   | 113662   |
| 123 | Економски активна мушка популација                                                               | 70870    |
| 124 | Економски активна женска популација                                                              | 42792    |
| 125 | Становништво које није економски активно                                                         | 91289    |
| 126 | Мушко становништво које није економски активно                                                   | 27167    |
| 127 | Женско становништво које није економски активно                                                  | 64122    |
| 128 | Запослено становништво                                                                           | 110736   |
| 129 | Запослено мушко становништво                                                                     | 68747    |
| 130 | Запослено женско становништво                                                                    | 41989    |
| 131 | Незапослена популација                                                                           | 2926     |
| 132 | Незапослена мушка популација                                                                     | 2123     |
| 133 | Незапослена женска популација                                                                    | 803      |
| 134 | Становништво без права на здравствене услуге                                                     | 51859    |
| 135 | Становништво које има право на здравствене услуге                                                | 205575   |
| 136 | Становништво које има право на ИМСС                                                              | 120681   |
| 137 | Становништво које има право на социјално осигурање                                               | 27550    |
| 138 | Становништво које има право на државно социјално осигурање                                       | 366      |
| 139 | Становништво које има право на опште осигурање или здравствено осигурање за нову генерацију      | 53473    |
| 140 | Становништво које је било једном или није било у браку током 12 година и више                    | 70487    |
| 141 | Венчано или уједињено становништво од 12 година и више                                           | 112720   |
| 142 | Становништво које је било у браку или уједињено 12 година и више                                 | 22225    |
| 143 | Становништво са католичком религијом                                                             | 178590   |
| 144 | Протестанти, еванђелисти и библијски следбеници различити од еванђелиста                         | 51978    |
| 145 | Становништво са другим религијама различитим од претходних                                       | 509      |
| 146 | Становништво без религије                                                                        | 25249    |
| 147 | Укупно пописаних домаћинства                                                                     | 71054    |
| 148 | Пописна домаћинства на челу са мушкарцима                                                        | 51355    |
| 149 | Пописна домаћинства на челу са женама                                                            | 19699    |
| 150 | Становништво у пописним домаћинствима                                                            | 256322   |
| 151 | Становништво у пописним домаћинствима на челу са мушкарцима                                      | 193589   |
| 152 | Становништво у пописним домаћинствима на челу са женама                                          | 62733    |
| 153 | Укупно домаћинстава                                                                              | 85458    |
| 154 | Укупно насељених домаћинстава                                                                    | 71478    |
| 155 | Укупно приватних кућа                                                                            | 85034    |
| 156 | Насељени приватни домови                                                                         | 71054    |
| 157 | Укупно насељених приватних кућа                                                                  | 71454    |
| 158 | Ненасељене приватне куће                                                                         | 9357     |
| 159 | Појединачна домаћинства за привремену употребу                                                   | 4623     |
| 160 | Становници у насељеним приватним кућама                                                          | 256322   |
| 161 | Насељеност станара у приватним становима                                                         | 3.61     |
| 162 | Просечно становника по соби у приватним насељеним домаћинствима                                  | 1        |
| 163 | Појединачна домаћинства са подовима од различитих материјала од земље                            | 69324    |
| 164 | Појединачна домаћинства у приземљу                                                               | 1414     |
| 165 | Појединачна домаћинства са једном спаваћом собом                                                 | 29626    |
| 166 | Појединачна домаћинства са две спаваће собе и више                                               | 41264    |
| 167 | Појединачна домаћинства са једним собом                                                          | 7918     |
| 168 | Појединачна домаћинства са две собе                                                              | 12162    |
| 169 | Појединачна домаћинства са 3 собе и више                                                         | 50797    |
| 170 | Појединачна домаћинства која имају електрично светло                                             | 70030    |
| 171 | Појединачна домаћинства која немају електрично светло                                            | 908      |
| 172 | Појединачна домаћинства која имају водоводну воду у стамбеном простору                           | 68351    |
| 173 | Појединачна домаћинства која немају водоводну воду у стамбеном простору                          | 2454     |
| 174 | Појединачна домаћинства која имају тоалет                                                        | 68780    |
| 175 | Појединачна домаћинства која имају канализацију                                                  | 67824    |
| 176 | Појединачна домаћинства која немају канализацију                                                 | 2959     |
| 177 | Појединачна домаћинства која имају електрично светло, довод воде из јавне мреже и канализацију   | 65516    |
| 178 | Појединачна домаћинства без икаквих услова                                                       | 993      |
| 179 | Појединачна домаћинства која имају радио                                                         | 53313    |
| 180 | Појединачна домаћинства која имају телевизор                                                     | 67952    |
| 181 | Појединачна домаћинства која имају фрижидер                                                      | 62859    |
| 182 | Појединачна домаћинства која имају машину за веш                                                 | 55400    |
| 183 | Појединачна домаћинства која имају аутомобил или комби                                           | 27712    |
| 184 | Појединачна домаћинства која имају рачунар                                                       | 26019    |
| 185 | Појединачна домаћинства која имају фиксну телефонску линију                                      | 27189    |
| 186 | Појединачна домаћинства која имају мобилни телефон                                               | 55116    |
| 187 | Појединачна домаћинства која имају приступ интернету                                             | 20189    |